# 教堂山鎮區 (北卡羅萊納州奧蘭治縣)
教堂山鎮區（英語：Chapel Hill Township）是位於美國北卡羅萊納州奧蘭治縣的一個鎮區。

## 地方資料
教堂山鎮區的面積為235.42平方千米，皆為陸地。根據2020年美國人口普查的數據，當地共有人口60013人，而人口密度為每平方千米254.92人。